# Underhoull

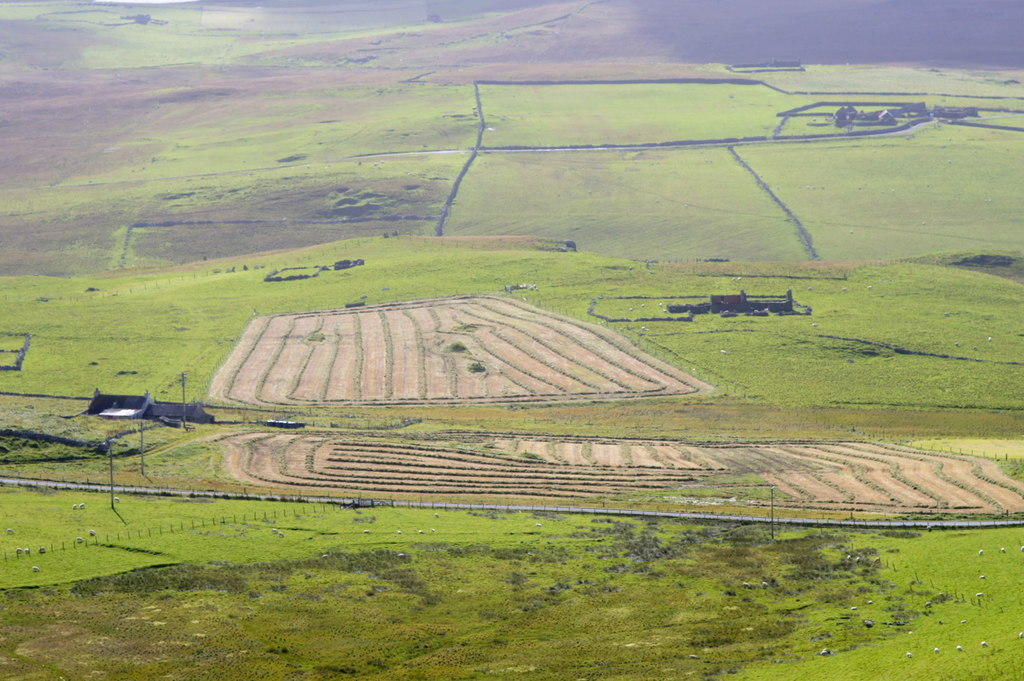
Landwirtschaft in Underhoull

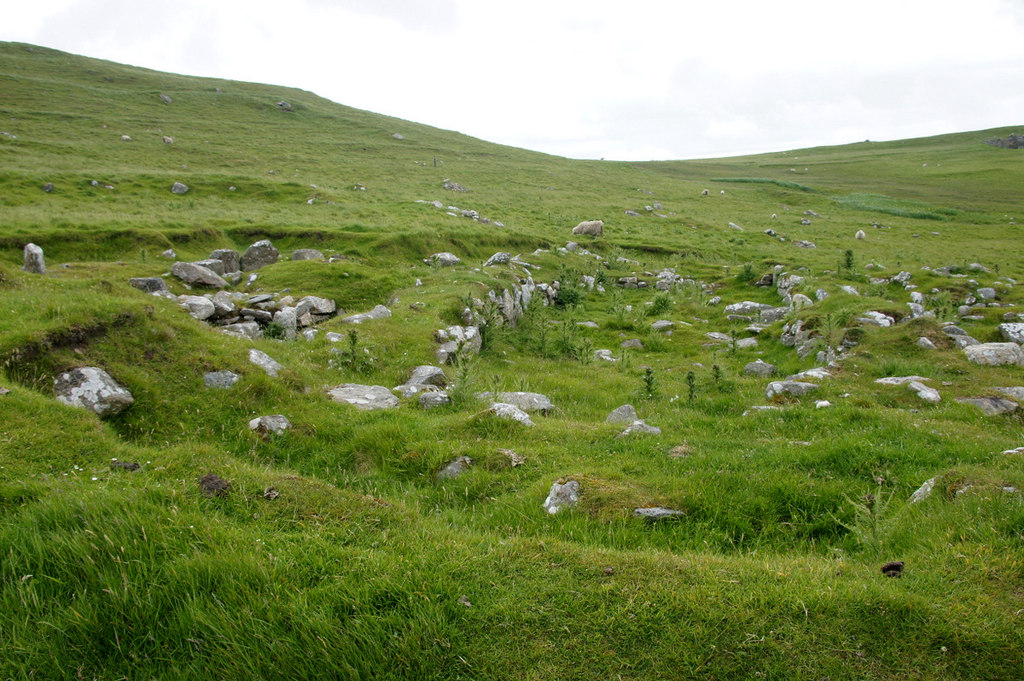
Die Reste des Bauernhofs der Norweger

Underhoull ist eine Ortschaft, die im Nordosten der zu Schottland zählenden Shetlands liegt.

## Geographie
Underhoull ist eine kleine, hauptsächlich von Croftern bewohnte Ortschaft, die in der Nähe der westlichen Küste der Insel Unst liegt. Sie bildet hier die Meeresbucht Lunda Wick, ein östlicher Ausläufer der Wasserstraße Bluemull Sound. Nach Belmont sind es vier Kilometer in südlicher Richtung. Ortschaften in der Nähe sind Westing im Nordwesten sowie das ehemalige Snabrough im Südwesten.

## Historisches
Im Rahmen der historischen Gliederung Schottlands in Civil Parishes zählt Underhoull zu Unst. Ein Broch sowie die Überreste eines Bauernhofs der Norweger sind 1934 als Scheduled Monument eingestuft worden.